# Les Jours heureux (film, 2023)
Pour les articles homonymes, voir Les Jours heureux.
Pour plus de détails, voir Fiche technique et Distribution.
Les Jours heureux est un drame québécois écrit et réalisé par Chloé Robichaud et sorti en 2023. Le film met en vedette Sophie Desmarais dans le rôle principal d'Emma, une jeune cheffe d'orchestre prometteuse. 

## Synopsis
Emma est une jeune cheffe d’orchestre et étoile montante sur la scène montréalaise. Les jours heureux fait état de sa relation complexe avec son père et agent Patrick (Sylvain Marcel), qui maintient une emprise sournoise sur elle depuis l’enfance. La possibilité d’obtenir un important poste au sein d’un orchestre de prestige ne fait qu’accentuer les enjeux pour Emma. Elle devra laisser place à ses émotions véritables et faire des choix, autant pour sa musique que pour elle-même, si elle veut parvenir à naviguer sainement sa carrière et sa relation amoureuse avec Naëlle (Nour Belkhiria), une violoncelliste nouvellement séparée et mère d’un garçon. 

## Fiche technique
Source : IMDb et Films du Québec
- Titre original : Les Jours heureux
- Réalisation : Chloé Robichaud
- Scénario : Chloé Robichaud
- Conseil musical : Yannick Nézet-Séguin
- Direction artistique : Louisa Schabas (en)
- Costumes : Francesca Chamberland
- Maquillage : Djina Caron (en)
- Coiffure : Line Lévesque
- Photographie : Ariel Méthot
- Son : Stephen de Oliveira, Sylvain Bellemare, Luc Boudrias
- Montage : Yvann Thibaudeau
- Production : Pierre Even
- Production déléguée : Yanick Savard
- Production associée : Paul-E. Audet, Jeannette Garcia
- Société de production : Item 7
- Société de distribution : Maison 4:3
- Budget : 5 à 6 millions $ CA
- Pays de production : Canada
- Tournage : durant 30 jours, entre le 25 mai et le 6 juillet 2022, à Montréal et ses environs
- Langue originale : français
- Format : couleur — 1,85:1
- Genre : drame
- Durée : 118 minutes
- Dates de sortie prévues :
  - Canada : 8 septembre 2023 (première au Festival international du film de Toronto (TIFF))
  - Canada : 16 octobre 2023 (première québécoise à la Place des Arts de Montréal)[2]
  - Canada : 20 octobre 2023 (sortie en salle au Québec)

## Distribution
- Sophie Desmarais : Emma
- Sylvain Marcel : Patrick, le père d'Emma
- Nour Belkhiria (en) : Naëlle
- Maude Guérin : Sabrina, la mère d'Emma
- Vincent Leclerc : Philippe Sivigny
- Yves Jacques : Yves
- Katherine Levac : Debbie
- Rayan Benmoussa : Jad
- Jean-Philippe Baril Guérard : Thomas
- Ariel Charest : Valérie
- Ariel Ifregan : Paul
- Émilie Josset : Crystelle
- Inès Defossé : Alex

## Production
Il s'agit du troisième long-métrage de Chloé Robichaud, produit par Pierre Even avec sa boîte de production Item 7. Le film est tourné à Montréal en 2022, notamment à la Place des Arts et à la Maison symphonique de Montréal. Le distributeur canadien Maison 4:3 a annoncé la sortie en salle pour le 20 octobre 2023.
Le film a sa première mondiale et en présentation spéciale, section dédiée aux grandes figures du cinéma mondial, au Festival international du film de Toronto (TIFF), le 8 septembre 2023.
Mettant de l'avant la musique classique, le film est produit en collaboration avec l'Orchestre Métropolitain, avec le directeur artistique et chef d'orchestre Yannick Nézet-Séguin en tant que conseiller musical. Plusieurs scènes sont tournées sur la scène de la Maison symphonique de Montréal. 